# بين هاريس
بين هاريس (20 فبراير 1964 بكرايستشرش في نيوزيلندا - ) (بالإنجليزية: Ben Harris)‏ هو لاعب كريكت نيوزلندي. لعب مع فريق كانتربري للكريكت ‏ وفريق أوتاغو للكريكت ‏.

## وصلات خارجية
- بين هاريس على موقع إي آس بي آن كريك إنفو (الإنجليزية)